# 胡景翼

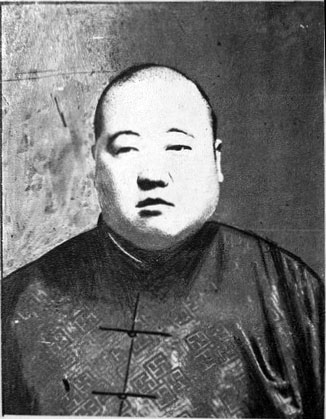

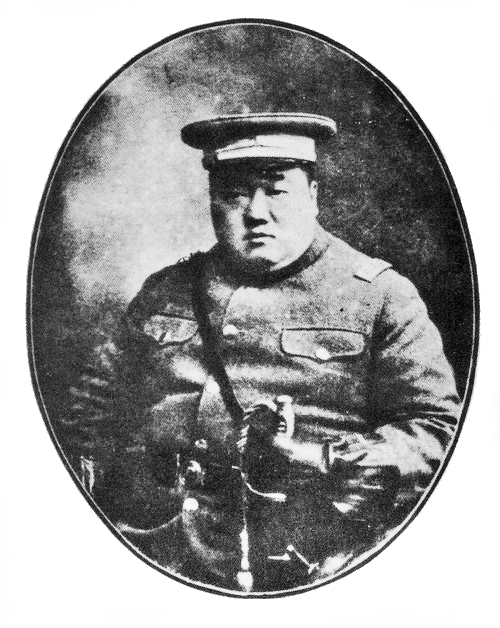

胡景翼（1892年—1925年），字励生、笠僧、立生。号中山。陕西富平人，中华民国军事人物。

## 生平

### 从清末到護国战争
1908年（光緒34年），胡景翼入学西安健本学堂。1910年（宣統2年）春，他加入中国同盟会。当時，胡在联络会党方面貢献卓著，被视为陝西省的同盟会重要幹部。1911年（宣統3年），他从健本学堂毕业。10月，革命派发动起义，胡召集会党响应起义，击破了从甘肃省前来镇压的清軍。
1912年（民国元年），陝西都督張鳳翽压迫革命派，胡景翼逃往日本。此后他入成城学校。1914年（民国3年），他到浩然学社学习，归国前他和孫文（孫中山）会面。
回到陝西省後，他入陳樹藩所部第3混成旅教導营軍官連学习，此後他升任遊撃营营長。他还建立革命派的据点，伺机打倒袁世凱。同時，他还结识了後来国民軍的同僚孫岳。
1916年（民国5年）3月，陝西将軍陸建章对呼应護国战争的省内革命派进行討伐。胡景翼见時機成熟，遂发动兵变，生擒陸建章之子、第1混成旅旅長陸承武。当時，胡将陸承武交给了陝北鎮守使兼渭北剿匪総司令陳樹藩。陳樹藩同陸建章进行交易，通过交还陸承武，取得了陕西督軍的地位。

### 陕西靖国军
护国战争終結後，胡景翼任陕西第1旅混成第2团团長，驻守陕西省南部。陕西督军陈树藩猜疑胡景翼，双方关系逐渐冷却。1918年（民国7年）1月25日，胡景翼在陕西三原宣布独立，联合曹世英组织陕西靖国军。胡任右翼总司令、曹任左翼总司令，围攻陈树藩。陈树藩向河南督军赵倜求救，因此镇嵩军统领刘镇華奉命率兵入陝，战情渐对靖国军不利。3月，胡景翼请求唐继尧、熊克武二人援助，又推举唐继尧为滇黔川陕靖国联军总司令。8月初，胡景翼、曹世英、郭坚等人同请于右任担任陝西靖国軍总司令，胡景翼改任第四路司令赴前线。9月，胡景翼被姜宏模诱骗，于渭南固市中伏受伤被擒。陈树藩一方面畏惧于靖国军的强大攻势和胡景翼在陕西的影响力，另一方面也感激胡景翼在驱逐陆建章、推举其做陕西督军的恩情而没有杀害胡景翼，只是将胡景翼软禁在西安督军署一座楼上，并进行劝降，天天猪油拌饭招待。胡景翼一贯食量大，作战时一顿饭可以吃三天粮食。两年后1920年（民国9年）7月直皖战争爆发，皖系的陳樹藩为取得省内人心而释放了胡景翼。胡景翼就变成300斤的大胖子。回到三原，任陝西靖国軍副司令兼总指揮。在胡景翼的领导下，三原附近的靖国軍势力范围内进行了軍事改革、政治改革、地方建設，成果显著。为此，胡景翼受到了孫文的赞赏。
1921年（民国10年）5月陳樹藩下野，直系的閻相文继任陝西督軍，馮玉祥的第16混成旅也进入陕西。閻、馮打算合并胡景翼的靖国軍。結果，胡景翼的靖国軍称号被取消，胡景翼率部重归陝西軍。此事受到孫文、于右任的激烈指责。

### 胡憨之战

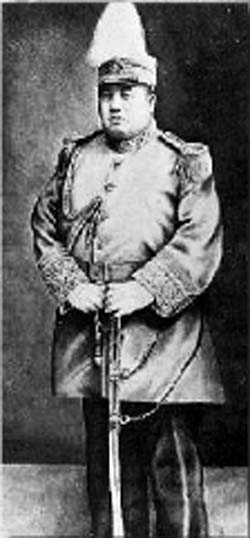

1922年（民国11年）4月第一次直奉战争爆发，胡景翼随馮玉祥同河南督軍趙倜激战。战后，胡景翼被任命为第24師師長，驻京漢铁路北部沿線。
此後，胡对直系主導的北洋政府产生反感，秘密和馮玉祥、孫岳结盟，企图打倒直系。第二次直奉战争爆发後的1924年（民国13）10月，馮、孫、胡发动甲子政变（首都革命），監禁曹錕，推翻直系。国民軍组建後，胡任国民軍副司令兼第2軍軍長，並还积极筹划迎请孫文到北京。
同年12月，胡景翼击败直系的吴佩孚进军鄭州，任河南办理軍務收束事宜（相当于督軍）。当时，陝西督軍、鎮嵩軍統領劉鎮華手下的憨玉琨占据洛陽，企图阻止胡景翼控制河南省。此后，「胡憨之战」爆发。
馮玉祥起初派孫岳促使双方和解，但劉鎮華、憨玉琨控制河南的野心很大。1925年（民国14年）2月，劉鎮華亲自率军赴洛陽，攻击胡的軍队。此后，3月6日交涉破裂，全面对决开始。孫岳率国民軍第3軍支援胡景翼，3月9日劉鎮華被驱逐出洛陽，4月2日憨玉琨兵败自杀。胡憨之战后国民二军急剧膨胀，主政整個河南，势力遍及陕西河南河北。胡景翼打算集结中国国民党、中国共产党等各种政治勢力在河南省实施新政。中国国民党内对国民二军抱有很大希望，将之看成国民党自己的队伍，甚至派出大量党员和军校生充实该队伍。
1925年（民国14年）4月10日，胡景翼突然病逝。享年34岁（滿32歳）。胡的地位由其心腹岳維峻继承。但岳维峻接管国民二军后，很快被镇嵩军打崩，仅余李虎臣、卫定一等部。